# カノムチャーク
カノムチャーク (タイ語: ขนมจาก, RTGS: khanom chak, 発音 [kʰa.nǒm tɕàːk]) は、タイの伝統的な菓子。もち米粉とヤシ糖、細切りにしたココナッツを主たる材料とし、これらをニッパヤシの葉で覆い、炭火で炙り焼きにして作る。

## 歴史
この菓子は、タイの沿岸地域近くの各地域において見られる。「チャーク」との名称は、タイ語でニッパヤシを指すチャーク(タイ語: จาก)に由来する。ニッパヤシの葉は香り付けに使われるが、これは何世紀にもわたる民俗的な知恵である。
この菓子は、サムットプラーカーン県プラサムットチェーディー郡にある仏塔であるプラサムットチェーディーにおいて、神聖な儀式で使われる。

## 材料
- もち米粉
- ヤシ糖
- 細切りにしたココナッツ
- 水
- ニッパヤシの葉
- 短い串[3]